# Синтексис
Синтексис (англ. syntexis, нім. Syntexis): 
- Зміна магми в результаті асиміляції вмісною гірською породою; близько до понять контамінація, гібридизація.
- Одночасний анатексис декількох гірських порід і змішування магм, що утворилися таким шляхом.
- Загальний термін, що позначає як чисте плавлення нагріванням прилягаючої магми, так і асиміляцію сторонньої речовини магмою.